# Erivan Flores
Erivan Steven Flores Morales (San Salvador, El Salvador, 28 de septiembre de 1996) es un futbolista salvadoreño que juega en la posición de centrocampista en el Isidro metapan de la Primera División de El Salvador.

## Estadísticas
Actualizado al último partido disputado el 15 de diciembre de 2024.
| Club | Div.          | Temporada     | Liga  | Liga  | Copas nacionales(1) | Copas nacionales(1) | Torneos internacionales(2) | Torneos internacionales(2) | Total | Total | Media goleadora(3) |   |
| Club | Div.          | Temporada     | Part. | Goles | Part.               | Goles               | Part.                      | Goles                      | Part. | Goles | Media goleadora(3) |   |
| --- | ------------- | ------------- | ----- | ----- | ------------------- | ------------------- | -------------------------- | -------------------------- | ----- | ----- | ------------------ | - |
| Club Deportivo FAS · El Salvador | 1.ª           | 2016-17       | 28    | 0     | —                   | —                   | —                          | —                          | 28    | 0     | 0                  |   |
| Club Deportivo FAS · El Salvador | 1.ª           | 2017-18       | 41    | 1     | —                   | —                   | —                          | —                          | 41    | 1     | 0.02               |   |
| Club Deportivo FAS · El Salvador | 1.ª           | 2018-19       | 42    | 0     | —                   | —                   | 3                          | 0                          | 45    | 0     | 0                  |   |
| Club Deportivo FAS · El Salvador | 1.ª           | 2019-20       | 14    | 0     | —                   | —                   | —                          | —                          | 14    | 0     | 0                  |   |
| Club Deportivo FAS · El Salvador | 1.ª           | 2020-21       | 29    | 1     | —                   | —                   | 1                          | 0                          | 30    | 1     | 0.03               |   |
| Club Deportivo FAS · El Salvador | 1.ª           | 2021-22       | 44    | 3     | —                   | —                   | 2                          | 1                          | 46    | 4     | 0.09               |   |
| Club Deportivo FAS · El Salvador | 1.ª           | 2022          | 8     | 0     | —                   | —                   | —                          | —                          | 8     | 0     | 0                  |   |
| Club Deportivo FAS · El Salvador | Total club    | Total club    | 206   | 5     | —                   | —                   | 6                          | 1                          | 212   | 6     | 0.03               |   |
| Asociación Deportiva Isidro Metapán · El Salvador | 1.ª           | 2023          | 22    | 2     | —                   | —                   | —                          | —                          | 22    | 2     | 0.09               |   |
| Asociación Deportiva Isidro Metapán · El Salvador | 1.ª           | 2023-24       | 47    | 1     | —                   | —                   | —                          | —                          | 47    | 1     | 0.02               |   |
| Asociación Deportiva Isidro Metapán · El Salvador | 1.ª           | 2024          | 19    | 0     | —                   | —                   | —                          | —                          | 19    | 0     | 0                  |   |
| Asociación Deportiva Isidro Metapán · El Salvador | Total club    | Total club    | 88    | 3     | —                   | —                   | —                          | —                          | 88    | 3     | 0.03               |   |
| Club Deportivo Luis Ángel Firpo · El Salvador | 1.ª           | 2025-26       | —     | —     | —                   | —                   | —                          | —                          | —     | —     | —                  | — |
| Club Deportivo Luis Ángel Firpo · El Salvador | Total club    | Total club    | —     | —     | —                   | —                   | —                          | —                          | —     | —     | —                  | — |
| Total carrera | Total carrera | Total carrera | 294   | 8     | —                   | —                   | 6                          | 1                          | 300   | 9     | 0.03               |   |
| (1) Incluye datos de la Copa INDES. (2) Incluye datos de la Liga Concacaf. (3) Media de goles por encuentro. No incluye goles en partidos amistosos. |               |               |       |       |                     |                     |                            |                            |       |       |                    |   |

## Palmarés

### Títulos nacionales
| Título           | Club | País        | Año           |
| ---------------- | ---- | ----------- | ------------- |
| Primera División | FAS  | El Salvador | Clausura 2021 |